# 大東諸島方言
大東諸島方言（だいとうしょとうほうげん）は沖縄県大東諸島の南大東島（南大東村）と北大東島（北大東村）で話される日本語の方言である。歴史的経緯から琉球諸語ではなく八丈方言（八丈語）の系統を汲むが、現在では琉球諸語やウチナーヤマトグチの要素も見られる。

## 歴史
大東諸島は元々無人の島々で琉球王国の影響が及ばず、1900年（明治33年）以降、玉置半右衛門を中心とする八丈島からの開拓団によって開発が始められた。島の製糖産業およびインフラの整備が進むとともに八丈島だけでなく沖縄本島などからも労働者が集まるようになり、大正期には沖縄系島民の数が八丈系島民を上回ったが、経済的優位による八丈系上位の階層構造、島外との往来の制限、教育現場での標準語励行などから、八丈系島民に沖縄の文化・言語はほとんど浸透しなかった。八丈系と沖縄系の間の階層構造は1946年（昭和21年）以降のアメリカ軍政によって瓦解したが、その後もしばらく八丈系と沖縄系の間での婚姻は避けられ、八丈系と沖縄系の男女が婚姻する際には沖縄系側（多くは女性）が八丈系の文化・言語の習得に努めるような状況が続いた。また、1982年（昭和57年）に八丈島と南大東島の間で姉妹島縁組盟約が締結されるなど、八丈島との親善交流が続けられている。以上の経緯から、八丈系と沖縄系の島民融和が進んだ今も八丈島の文化の影響が残り、沖縄であって沖縄でない独自性が生じた。

## 表現
体系的に八丈方言が継承されているわけではないが、八丈方言に由来する単語が確認できる。
- えずい - 着心地が悪い。八丈方言由来。[5]
- おじゃりやれ - いらっしゃい。八丈方言由来。[3]
- 砂糖てんぷら - サーターアンダーギー。ウチナーヤマトグチ由来。[3]
- たらがる - 地べたにべたっと座る。八丈方言の「（楽に）座る」という意味の言葉が変化したもの。[5]
- どんごめ - ばか。八丈方言由来。[4]
- のもる - 泥に沈む。沼地で足がずぶっと入る。[5]
  - 例：そこは柔らかいからのもるよ[5]
- ぶっちゃる - ゴミを捨てる。八丈方言由来。[5]
- ほげちらかす - 散らかす。八丈方言の「ほげる」「ほげちらす」が変化したもの。[5]
- まぐれる - 猛烈に痛む。八丈方言の「卒倒する、気絶する」という意味の言葉が変化したもの。[5]
  - 例：やめてやめて（＝痛くて痛くて）まぐれる[5]
- 可能表現に能力可能「きれる」と状況可能「（ら）れる」を使い分ける。ウチナーヤマトグチ由来。[5]
  - 例：その子はまだ幼稚園児だから泳ぎきれん（その子はまだ幼稚園児だから泳げない）[5]
  - 例：その服はえずくて着られんよ（その服は着心地が悪くて着られないよ）[5]

## 日本語の内での位置づけ
- 日本語（日琉語族）
  - 本土方言（日本語派）
    - 八丈方言（八丈語）
      - 大東諸島方言
        - 北大東島方言
        - 南大東島方言